# پارفه
پارفه (به فرانسوی: parfait) نوعی دسرِ سرد است.
پغفه در اصل یک واژهٔ فرانسوی به معنی « کامل» است که از سال ۱۸۹۴ به نوعی دسرِ سرد گفته شد.
این دسر در فرانسه با خامه و تخم‌مرغ و شیرهٔ شکر ساخته شده و در آمریکا از لایه‌هایی چون خامه، بستنی، ژله، گرانولا، آجیل‌ها، ماست، شربت، و میوهٔ تازه تشکیل شده‌است. با این حال، پارفه‌ای که این روزها مرسوم است، تا این حد سنگین و پُر و پیمان نیست.

## در انگلستان
در انگلستان پارفه به یک خمیر نرم گوشتی یا «پاته» گفته می‌شود که معمولاً از جگر یا مرغ تهیه می‌شود و با لیکور به آن طعم داده می‌شود.